# Eisenbahnunfall von Daharki
Koordinaten: 28° 4′ 5″ N, 69° 50′ 34″ O

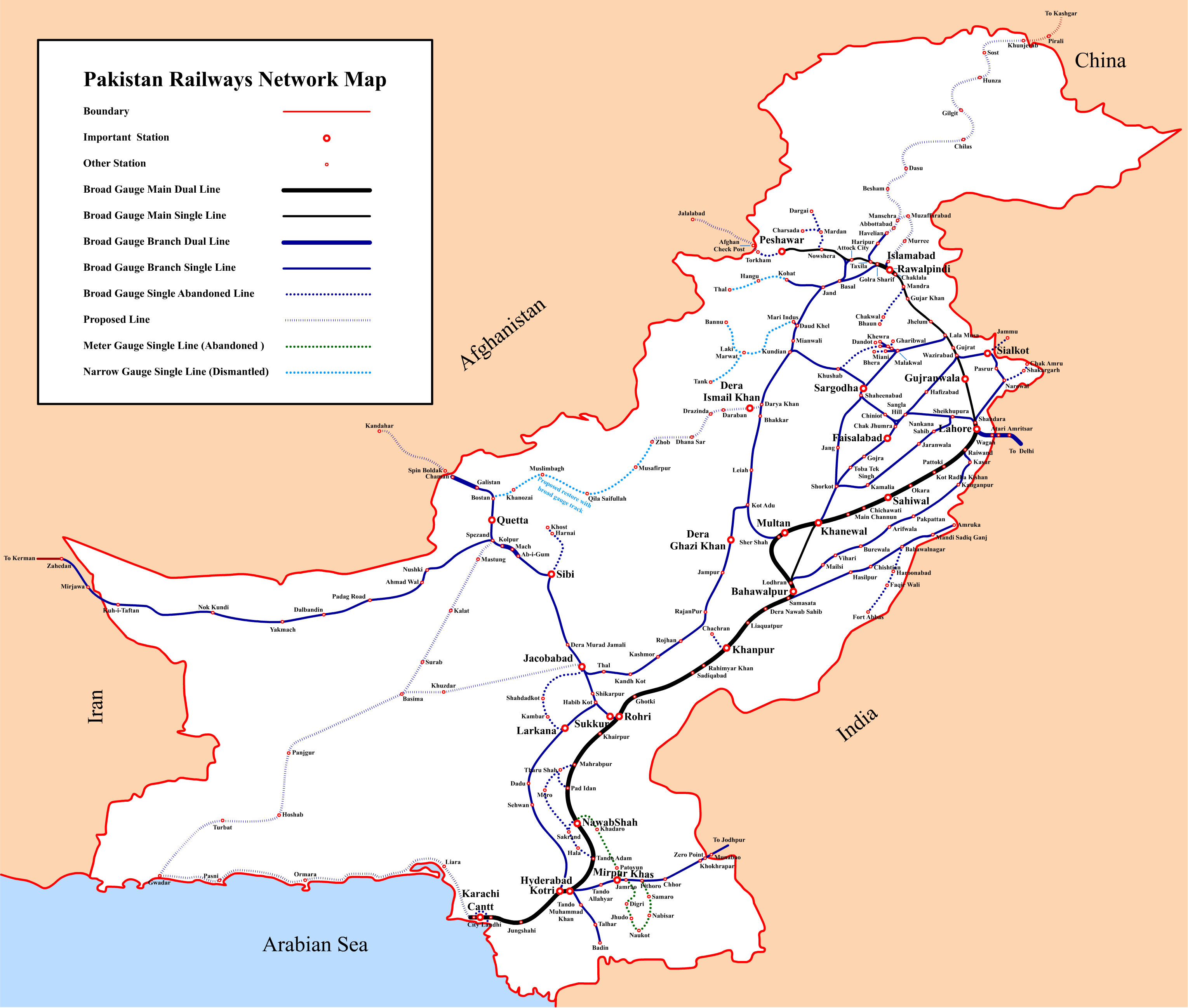
Das Netz der staatlichen Pakistan Railways (Stand 2011)

Bei dem Eisenbahnunfall von Daharki kollidierten am 7. Juni 2021 zwei Züge der staatlichen Pakistan Railways auf der Strecke Karatschi–Peschawar in der Nähe des Bahnhofs von Daharki im Distrikt Ghotki der Provinz Sindh im Süden Pakistans. Mindestens 65 Menschen starben.

## Ausgangslage
Auf der zweigleisigen Bahnstrecke waren am frühen Morgen zwei Züge unterwegs: Der Millat Express von Karatschi in nördlicher Richtung auf dem Weg nach Sargodha und der Sir Syed Express von Rawalpindi in südliche Richtung nach Karatschi. An Bord des Millat Express befanden sich 703 und des Sir Syed Express 502 Passagiere.
Nach Aussage des pakistanischen Eisenbahnministers, Azam Swati, soll sich die Strecke am Unfallort in einem baulich schlechten Zustand befunden haben.

## Unfallhergang
Der Millat Express entgleiste zwischen den Bahnhöfen Reti und Daharki durch einen Schienenbruch an einer Schweißnaht. Bei dem Unfall kamen acht Wagen auf dem Gleis der Gegenrichtung zum Liegen. Wenig später fuhr der Sir Syed Express – trotz eingeleiteter Schnellbremsung – gegen 3:30 Uhr in die entgleisten Fahrzeuge hinein. Auch Wagen dieses Zuges entgleisten und kippten um.

## Folgen

### Unmittelbare Folgen
Mindestens 65 Menschen starben, mindestens 150 wurden teilweise schwer verletzt. Sechs oder acht Personenwagen wurden komplett zerstört, insgesamt 17 beschädigt.

### Bergung
Es dauerte einige Stunden, bis die Rettungskräfte den Unfallort erreichten. Die Streitkräfte Pakistans entsandten Truppen, zwei Hubschrauber, Ärzte und Sanitäter zur Unterstützung von Rettungs- und Hilfsmaßnahmen. Unter Einsatz schweren Geräts konnten die Opfer, eingeklemmte und eingeschlossene Verletzte geborgen und befreit werden. Die Rettungs- und Räumarbeiten zogen sich bis in den Nachmittag des folgenden Tages.

### Entschädigung
Die Behörden gaben bekannt, dass die nächsten Angehörigen der Verstorbenen eine freiwillige Zahlung von ₨1,5 Millionen (9.400 USD) erhalten sollen, während die Verletzten je nach Verletzung zwischen ₨100.000 (620 USD) und ₨300.000 (1.900 USD) erhalten sollen.